# 圣保禄圣方济各沙勿略堂 (波尔多)
圣保禄圣方济各沙勿略堂 (波尔多)（Église Saint-Paul-Saint-François-Xavier）est une 罗马天主教教堂，位于法国阿基坦大区吉伦特省波尔多市中心，17世纪巴洛克建筑，1997年列为法国历史古迹
该堂建于1661年-1673年，长45米，宽19米，它最初属于耶稣会创建的一所学院，即今天的蒙田中学（Lycée Montaigne）。目前属于道明会。